# 71-418

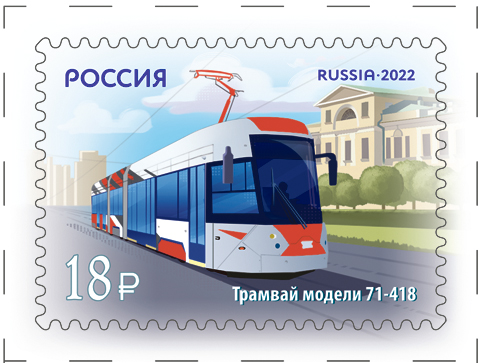
Почтовая марка Почты России, 2022 год

71-418 — российский шестиосный трамвайный вагон с низким уровнем пола по всей площади салона, выпускаемый предприятием АО «Уралтрансмаш» (входит в ГК «Ростех» в составе холдинга АО НПК «Уралвагонзавод»).
Трамвай полностью отвечает требованиям программы «Доступная среда», оборудован выдвижным пандусом, расположенным в зоне средней двери, оборудовано специальное место для инвалида-колясочника.
Кабина водителя и пассажирский салон оснащены кондиционерами. Вагон оборудован системой навигации и видеонаблюдения.
Вагон полностью вписывается в существующую трамвайную инфраструктуру городов России.
Крайние секции трамвая модели 71-418 опираются на поворотные тележки, а средняя устанавливается на неповоротную тележку. Минимальный радиус поворота вагона составляет 14 м, при максимальной ширине прохода внутри салона 650 мм. В трамвае установлены тележки, изготовленные для модели 71-415.
В июле 2020 года трамвай модели 71–418 завершил приемо-сдаточные испытания в городских условиях Екатеринбурга и получил сертификат соответствия, что дает возможность выпускать вагоны серийно.
9 октября 2020 года вышел на 18 маршрут Екатеринбурга с первыми пассажирами для эксплуатационных испытаний, с начала января 2022 начались повторные испытания, а с 25 января — тестовая эксплуатация с пассажирами на 18 маршруте.